# کوین فرمبای
کوین فرمبای (انگلیسی: Kevin Formby؛ زادهٔ ۲۲ ژوئیهٔ ۱۹۷۱) بازیکن فوتبال اهل بریتانیا است.